# Roy Campanella (baseballjátékos)
Roy Campanella (Philadelplhia, Pennsylvania, 1921. november 19. – Woodland Hills, Kalifornia, 1993. június 26.) amerikai baseballjátékos. Édesapja olasz (szicíliai), édesanyja afroamerikai volt. 1948-ban debütált az MLB-ben. 1958-as súlyos balesete után élete hátralevő részére tolószékbe kényszerült. Fia a filmrendező Roy Campanella II. 1969-ben beválasztották a National Baseball Hall of Fame and Museumba.